# Merohister ariasi
Merohister ariasi é uma espécie de insetos coleópteros polífagos pertencente à família Histeridae.
A autoridade científica da espécie é Marseul, tendo sido descrita no ano de 1864.
Trata-se de uma espécie presente no território português.